# Strutter
«Strutter» — пісня американського хардрок-гурту Kiss, випущена в 1974 році на однойменному дебютному альбомі - Kiss. Це третій сингл з альбому, в чарти він не потрапив.
«Strutter» — одна з небагатьох пісень Kiss, написаних Джином Сіммонсом і Полом Стенлі разом. Стенлі написав новий текст до пісні «Stanley the Parrot», музику до якої написав Сіммонс. Лірика Стенлі демонструє вплив Боба Ділана. Пісня була представлена у відеоіграх Grand Theft Auto: San Andreas і Guitar Hero II.

## Критичний прийом
"Strutter" багато хто вважає однією з найкращих пісень Kiss. Кеш Бокс сказав, що «це, мабуть, їхня найдинамічніша [рок-н-рольна пісня] на сьогоднішній день», в ній «багато баса та гітар, а також цей потужний вокал, і все це створює чудовий сингл». У 2014 році Paste поставив пісню на друге місце у списку 20 найкращих пісень Kiss,  а в 2019 році Louder Sound поставив пісню на п’яте місце у списку 40 найкращих пісень Kiss.

## Кавер-версії
- Extreme для триб'ют-альбому Kiss My Ass: Classic Kiss Regrooved (1994).
- Donnas для саундтреку фільму Детройт — місто рока (1999).
- The String Quartet Tribute для альбому String quartet tribute to kiss (2004).
- Electric Six для кавер-альбому Streets of Gold (2021)

## Поява на альбомах Kiss
«Strutter» з'явився на наступних альбомах Kiss:
- Kiss – студійна версія
- Alive! – концертна версія
- The Originals – студійна версія
- Double Platinum – перезаписана версія під назвою «Strutter '78» («Я озираюся на це і думаю: «Чому?», — зазначив Сіммонс у 1996 році. «Оригінальна версія — класична і найкраща».)
- Smashes, Thrashes & Hits – реміксована та відредагована студійна версія
- Greatest Kiss – студійна версія
- The Box Set – демо-версія
- The Very Best of Kiss – студійна версія
- Kiss Symphony: Alive IV – концертна версія
- The Best of Kiss: The Millennium Collection – студійна версія
- Gold – студійна версія
- Kiss Chronicles: 3 Classic Albums – студійна версія
- Kiss Alive! 1975–2000 – концертна версія з альбому Alive!
- Kiss Alive 35 – концертна версія
- Ikons – студійна версія
- Kiss 40 – перезаписана версія під назвою "Strutter '78"

## Учасники запису
- Пол Стенлі – вокал, ритм-гітара
- Джин Сіммонс – бас-гітара, бек-вокал
- Пітер Крісс – ударні, бек-вокал
- Ейс Фрейлі – соло-гітара